# Тети, Майк
Майкл Фрэнсис Тети (англ. Michael Francis Teti; род. 20 сентября 1956, Аппер-Дарби, Пенсильвания) — американский гребец, выступавший за сборную США по академической гребле в период 1974—1993 годов. Бронзовый призёр летних Олимпийских игр в Сеуле, чемпион мира, серебряный призёр Игр доброй воли и Панамериканских игр, победитель и призёр многих регат национального значения, 24-кратный чемпион США. Также известен как тренер по гребле.

## Биография
Майк Тети родился 20 сентября 1956 года в поселении Аппер-Дарби, штат Пенсильвания. Здесь учился в католической школе Монсеньор Боннер.
Заниматься академической греблей начал в 1973 году во время учёбы в Университете Сент-Джозеф, который окончил в 1978 году. Позже проходил подготовку в атлетическом клубе Пенн в Филадельфии.
Дебютировал в гребле на международной арене в 1974 году, выступив на юниорском мировом первенстве в Германии.
В 1977 году впервые вошёл в основной состав американской национальной сборной и отправился на чемпионат мира в Амстердаме, где в зачёте распашных безрульных двоек финишировал в финале шестым.
На Панамериканских играх 1979 года в Сан-Хуане стал серебряным призёром в безрульных четвёрках.
Присутствовал в качестве запасного гребца на летних Олимпийских играх 1984 года в Лос-Анджелесе, однако выступить здесь ему так и не довелось.
В 1985 году побывал на мировом первенстве в Хазевинкеле, откуда привёз награду бронзового достоинства, выигранную в восьмёрках.
На чемпионате мира 1986 года в Ноттингеме в безрульных двойках закрыл десятку сильнейших, тогда как на Играх доброй воли в Москве выиграл серебряную медаль с Джоном Стротбеком.
В 1987 году в восьмёрках одержал победу на мировом первенстве в Копенгагене. По итогам сезона американской федерацией гребного спорта был признан лучшим спортсменом года.
Благодаря череде удачных выступлений удостоился права защищать честь страны на Олимпийских играх 1988 года в Сеуле. В составе экипажа-восьмёрки в финале пришёл к финишу третьим позади команд из Западной Германии и Советского Союза — тем самым завоевал бронзовую олимпийскую награду.
После сеульской Олимпиады Тети остался в составе гребной команды США на ещё один олимпийский цикл и продолжил принимать участие в крупнейших международных регатах. Так, в 1991 году он выступил на чемпионате мира в Вене, где занял в восьмёрках итоговое восьмое место.
Находясь в числе лидеров американской национальной сборной, благополучно прошёл отбор на Олимпийские игры 1992 года в Барселоне — на сей раз попасть в число призёров не смог, финишировал в финале четвёртым.
В 1993 году отметился выступлением на мировом первенстве в Рачице, где в безрульных двойках квалифицировался лишь в утешительный финал B и расположился в итоговом протоколе соревнований на десятой строке. Вскоре по окончании этих соревнований принял решение завершить спортивную карьеру.
Впоследствии проявил себя как тренер по академической гребле, в разное время занимался подготовкой гребных команд Калифорнийского университета в Беркли, Университета Темпл (1982—1989), Принстонского университета, неоднократно работал с национальной сборной США, в том числе готовил американскую восьмёрку, победившую на Олимпиаде 2004 года в Афинах.
Осенью 2021 года стал главным тренером California Rowing Club
Женат на канадской гребчихе Кей Уортингтон, двукратной олимпийской чемпионке. Его младший брат Пол Тети тоже добился определённых успехов в гребле, участвовал в трёх Олимпийских играх.
Введён в Зал славы Университета Сент-Джозеф и Зал славы академической гребли США.